# František Klápště
František Klápště (2. května 1906 Vrát u Semil – 22. září 1990) byl členem odbojové (v dobové terminologii „protistátní teroristické“) organizace Dr. Eduard Beneš a v 50. letech 20. století byl souzen v politickém monstrprocesu Kolín, Weiland a spol.

## Život a činnost
Narodil se 2. května 1906 v domě čp. 33 ve Vrátě u Semil rolníkům Františkovi a Františce, za svobodna Kvíčalové, jako nejstarší ze čtyř dětí. Vystudoval pět let obecné školy a tři třídy měšťanské školy, následně si udělal roční německý obchodní kurz. Po ukončení kurzu pracoval na poli svých rodičů a v písečném lomu. V roce 1926 a 1927 sloužil jako vojín pluku ve Vysokém Mýtě.
V roce 1930 založil sklářskou dílnu, ve které zaměstnával přes 50 lidí. V tomtéž roce se oženil s Markétou Fišerovou, se kterou měl tři syny. První se narodil ještě téhož roku, kdy byl na vojenské službě, druhý o čtyři roky později, nejmladší až v roce 1941.
Po válce byl členem Československé strany sociálně demokratické, po jejím sloučení s KSČ do ní ale nebyl převeden. Byl také členem Sokola a předsedal Okresnímu mysliveckému spolku. Po převratu v roce 1948 mu byl znárodněn jeho podnik, až do svého zatčení v něm zůstal jen jako technický úředník.

### Zatčení, obžaloba a rozsudek
Zatčen byl v noci 9. ledna 1950 v České Třebové, převezen byl do liberecké vazební věznice. Při domovní prohlídce však nebylo nalezeno nic podstatného. Byl obviněn z trestného činu velezrady a vyzvědačství, konkrétně ze zapojení do teroristické organizace Dr. Eduard Beneš, údajně jí poskytoval hmotnou podporu a měl známost s Bedřichem Judytkou, kterého měl údajně v roce 1948 požádat o pomoc při útěku za hranice. 
Byl odsouzen k trestu odnětí svobody na 25 let, také mu byl uložen peněžní trest ve výši 150 tisíc Kčs, došlo ke konfiskaci celého jeho majetku a na dobu 10 let ztratil čestná občanská práva. Usvědčen byl výpovědí spoluobviněného Bedřicha Judytky, sám se k trestné činnosti přiznal, včetně toho, že obdržel rozkaz k sabotážním akcím od Bohuslava Houfka, u soudu byl také konfrontován Karlem Kopalem. Proti rozsudku se však odvolal. Odvolání projednával 29. srpna 1950 v neveřejném zasedání Nejvyšší soud v Praze, který ale odvolání zamítl jako bezdůvodné.

### Vězení a propuštění
K výkonu trestu nastoupil 21. července 1950 a stal se vězněm číslo 1957. První tři roky byl vězněn v Opavě, následně v Příbrami, Ostrově a Valdicích.
Lékař ho nedoporučil na důlní práce, přesto byl přidělen na práci do hlubinného dolu. Jeho pracovní nasazení bylo hodnoceno kladně, účastnil se brigád a finančně podporoval svou rodinu. Ve Valdicích pracoval jako dělník v Kohinooru a ve sklárně. Za dobrou pracovní morálku a překročení norem byl dokonce šestkrát odměněn, nevyhnul se ale ani třem kázeňským trestům. Jeho největším prohřeškem byla účast na hromadné stávce a hladovce ve věznici v Ostrově. Nikdy mu nebyly povoleny více než tři návštěvy za rok, dokonce i návštěvy rodiny mu byly často zakázány.
Roku 1955 žádal o milost, jeho žádost projednával Nejvyšší soud, ale byla mu zamítnuta. V roce 1958 projednával Krajský soud v Liberci žádost o obnovu trestního řízení podanou několika členy procesu Weiland a spol. Klápště se odvolával na to, že jeho trestná činnost byla vykonstruována nevěrohodnou výpovědí Bedřicha Judytky, soud však odmítl žádost jako neodůvodněnou. Téhož roku s Jaroslavem Drahokoupilem podali stížnost proti rozhodnutí soudu z roku 1950, kterou založili na tom, že nebyli vyslechnuti všichni svědci, i tato stížnost však byla zamítnuta jako neodůvodněná.
Propuštěn byl na amnestii prezidenta republiky 9. května 1960, prominut mu byl trest zbylých 14 let, 8 měsíců a 9 dní, také mu byla odpuštěna ztráta čestných občanských práv.
Zemřel 22. září 1990 ve věku 84 let.